# Franco della Guyana francese
Il franco è stato la valuta della Guyana francese fino al 2002. Era suddiviso in 100 centime.

## Storia
Tra il 1888 e il 1961 circolò il franco francese insieme a banconote emesse specificatamente per la Guyana francese, mentre tra il 1961 e il 1975 circolò insieme a banconote emesse per Guyana francese, Guadalupa e Martinica (collettivamente note come le Antille francesi).

## Monete
Nel XIX secolo furono emesse monete in biglione dal valore di 5 e 10 centime.

## Banconote
Nel 1888 la Banca della Guyana (Banque de la Guyane) introdusse le banconote da 100 e 500 franchi, seguite da quelle da 25 franchi nel 1910. Tra il 1917 e il 1919 ci furono emissioni d'emergenza di banconote da 1 e 2 franchi; banconote regolari da 5 franchi furono introdotte nel 1922. Ulteriori emissioni d'emergenza da 1 e 2 franchi ci furono tra il 1942 e il 1945. Ne 1942 furono introdotte le banconote da 1 000 franchi.
Nel 1941 la Cassa Centrale della Francia Libera (Caisse Centrale de la France Libre) cominciò a introdurre cartamoneta in tagli da 100 e 1 000 franchi. Questi furono seguiti, nel 1944, da banconote simili aventi stessi tagli ed emessi dalla Cassa Centrale della Francia d'Oltremare (Caisse Centrale de la France d'Outre Mer). Nel 1947 la Cassa Centrale della Francia d'Oltremare assunse il controllo dell'emissione di tutte le banconote e introdusse una nuova serie di banconote con tagli da 5, 10, 20, 50, 100, 500, 1 000 e 5 000 franchi. Queste banconote condividevano il disegno con quelle emesse per Guadalupa e Martinica.
Nel 1961 le banconote da 100, 500, 1 000 e 5 000 franchi furono sovrastampate con il valore espresso in nuovi franchi (nouveax francs): 1, 5, 10 e 50 nuovi franchi. Lo stesso anno fu introdotta una nuova serie di banconote con i nomi di Guyana francese, Guadalupa e Martinica. Nel 1963 l'Istituto d'Emissione nei Dipartimenti d'Oltremare (Institut d'Emission des Départements d'Outre-Mer) prese il controllo sulla produzione di cartamoneta nei tre dipartimenti, emettendo banconote da 10 e 50 nuovi franchi. Queste furono seguite nel 1964 dalle banconote da 5, 10, 50 e 100 franchi, con l'eliminazione dell'aggettivo "nuovi".